# St. Raphael (List)

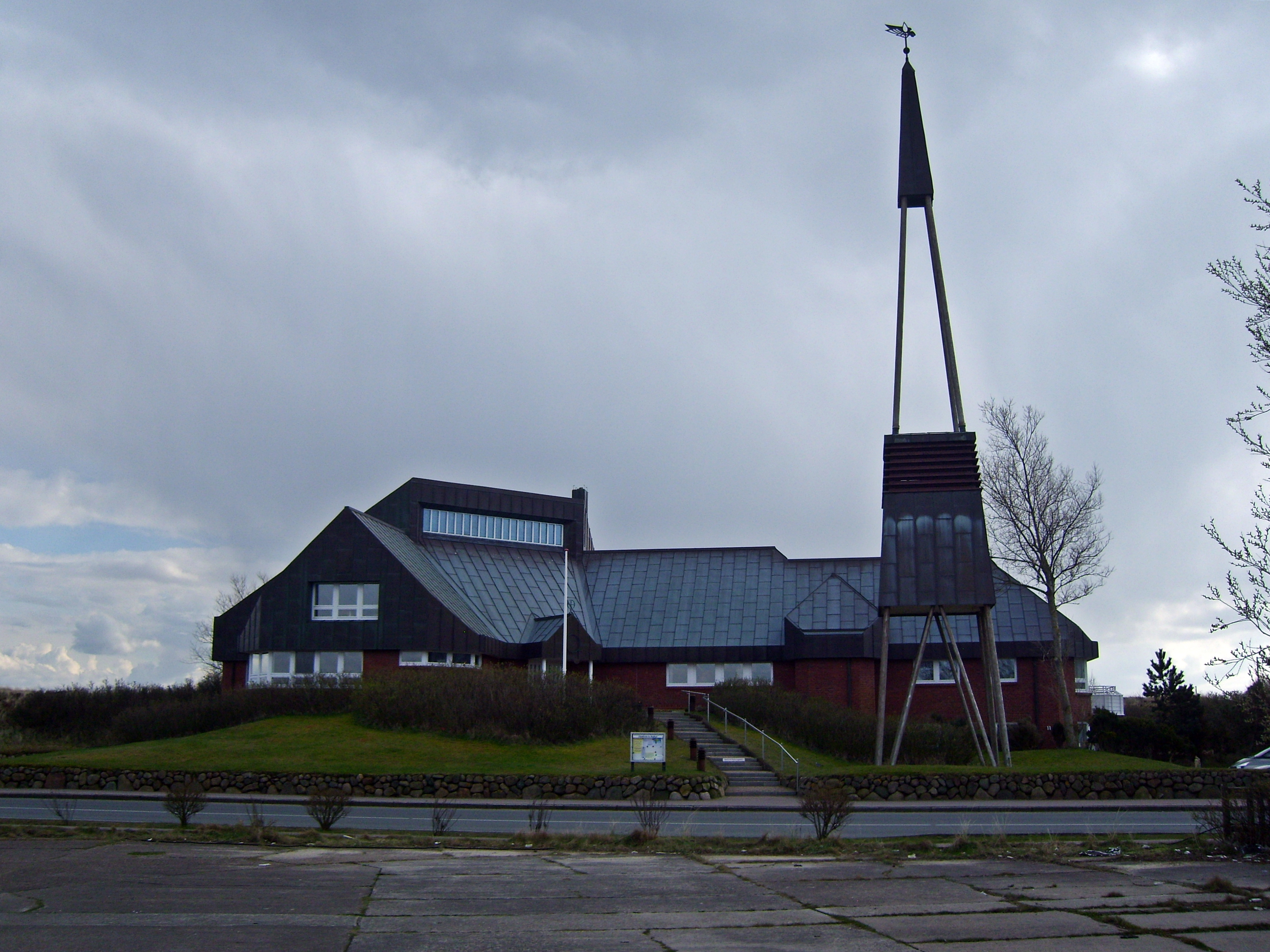
Filialkirche St. Raphael, Außenansicht mit freistehendem Turm

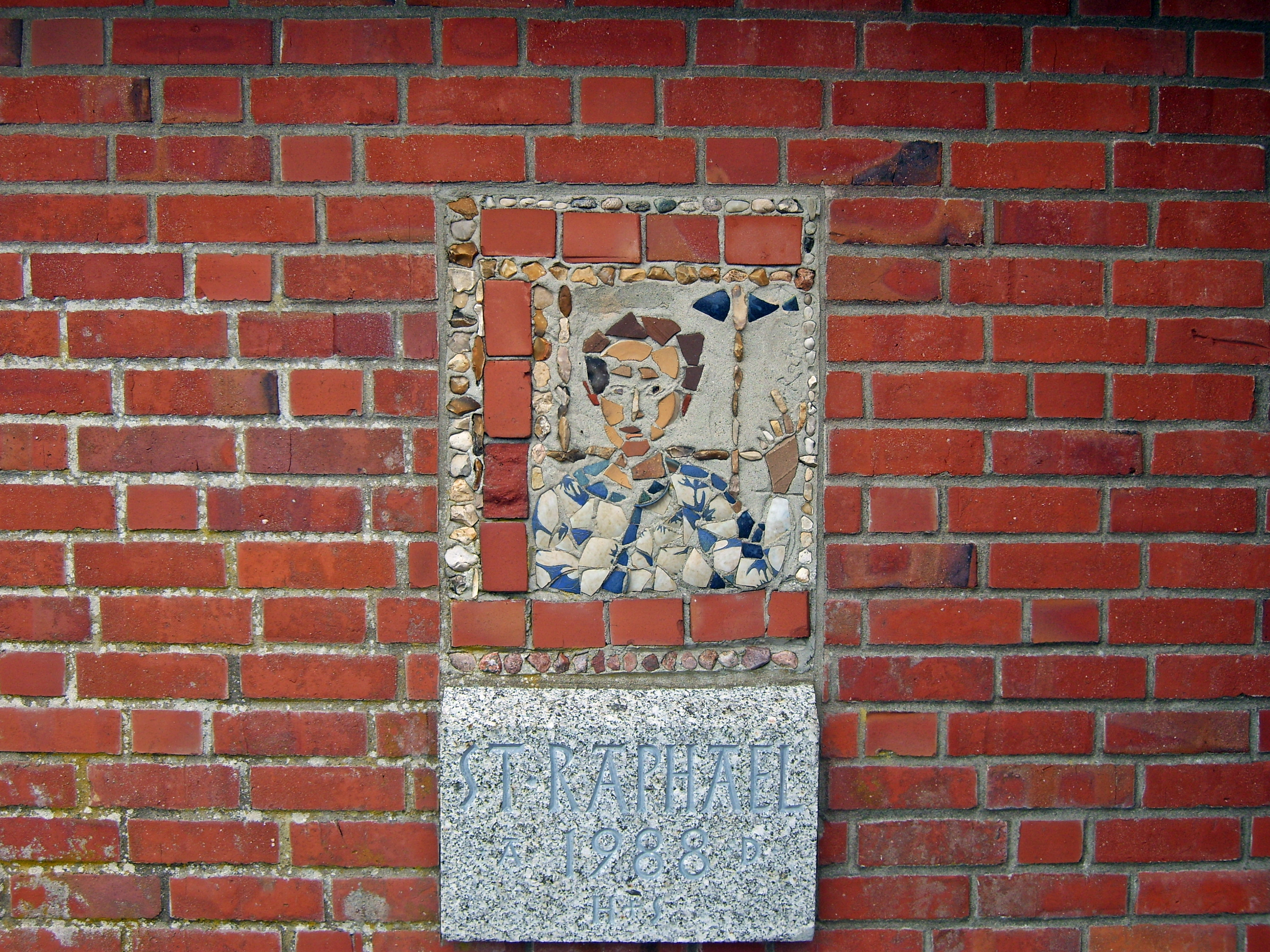
Mosaik mit der Darstellung des Erzengel Raphael

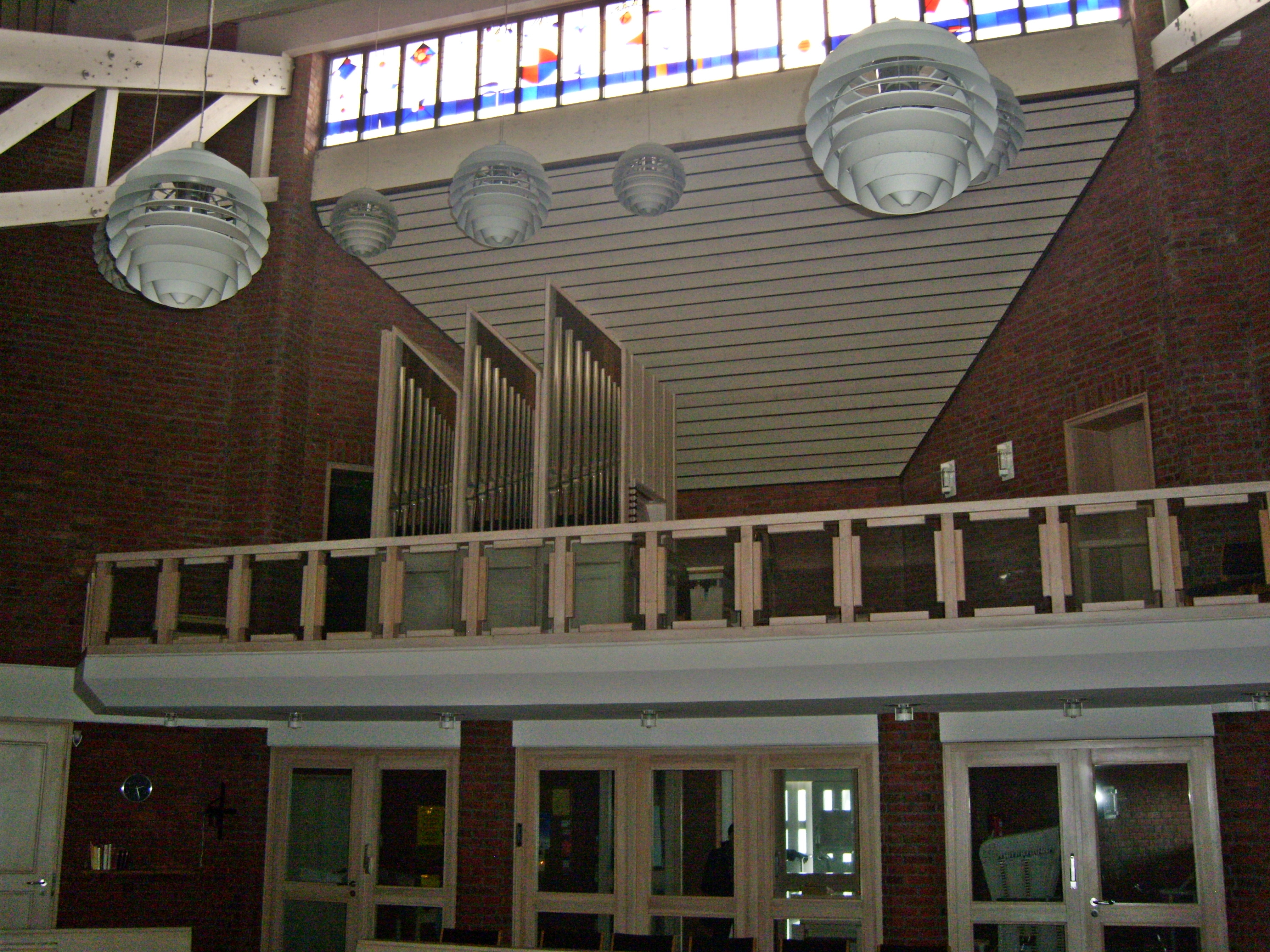
Blick auf die Empore mit Orgelprospekt

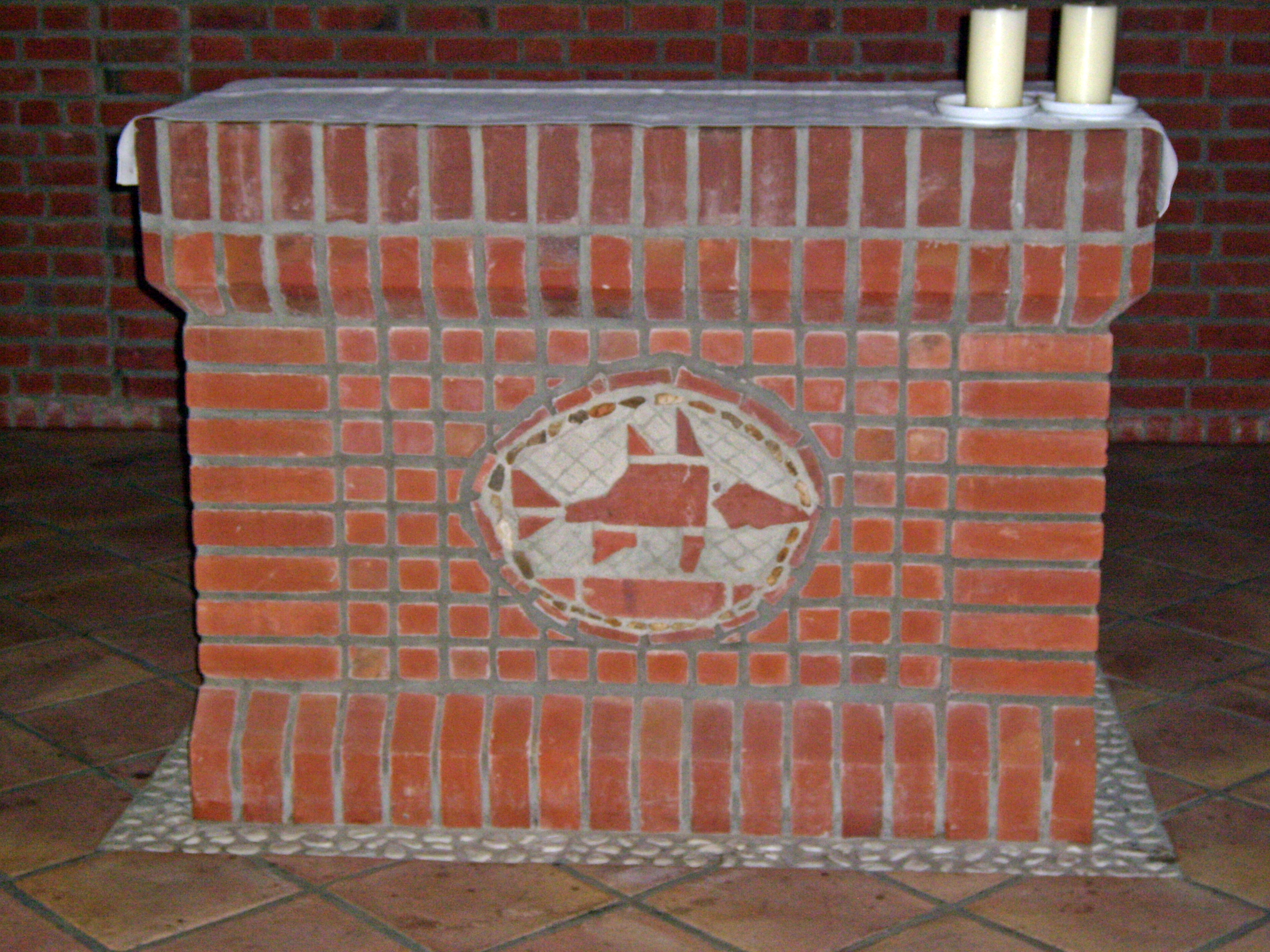
Der Altar mit eingelassenen Reliquien

Die katholische Filialkirche St. Raphael ist ein Kirchengebäude in List auf Sylt, einer Gemeinde im Kreis Nordfriesland (Schleswig-Holstein). Sie ist das am nördlichsten gelegene katholische Gotteshaus in Deutschland und gehört zur Inselpfarrei St. Christophorus in Westerland. Die Gemeinde gehört zum Erzbistum Hamburg.  Sie war ursprünglich als Gotteshaus für die auf Sylt stationierten Marineangehörigen, die allerdings 2006 abgezogen wurden, gedacht.

## Geschichte und Architektur
Der Bund finanzierte den Bau zum großen Teil. Der freistehende Turm ist mit einer Figur des Erzengels Raphael, die als Wetterfahne dient, bekrönt. Als Architekten fungierten Hansen und Schlums nach ihrem 1. Preis im Architektenwettbewerb. Bischof Ludwig Averkamp konsekrierte die Diasporakirche 1988. Der Schutzpatron Raphael wird auch als Patron der Schiffsleute verehrt.
Das Klinkermauerwerk gliedert die Altarwand, sowie die beidseitig geöffneten Arme, die sich als Wandteile anschließen. Die gemauerten Stützen- und Baummotive sollen den Eindruck eine Haines erwecken. Die Leitung bei diesen Arbeiten hatte Emil Wachter. Der Altar ist aus Klinkersteinen gemauert, der Tabernakel ist mit einem Bronzerelief verziert. Der Osterleuchter und die Altarleuchter aus Bronze ergänzen die Ausstattung. Das Außenmauerwerk ist mit dem Raphaelsmosaik und einem Emblem im Giebel, das ein Dreieck und einen Kreis zeigt, aufgelockert.

## Fenster
Die Fenster fertigten die Glaskunstwerkstätten in Karlsruhe nach Plänen von Wachter. Die beiden figürlichen Fenster zeigen die Geschichte von Raphael und Tobias, sie sind in satten Rot- und Blautönen gehalten. Über der Orgelempore befindet sich ein Lichtband mit einfachen grafischen Elementen. Es fällt hier gedämpftes, aber ausreichendes Licht ein.

## Reliquien
In den Altar aus Klinkern sind die Reliquien des Franz von Assisi des Arnold Janssen der Mütter Josefa und Maria eingelassen. Die Reliquien der abgerissenen oder profanierten Kirchen St. Christopherus, St. Josef und Stella Maris sind zusammen mit einer Urkunde eingemauert.